# مارسل درایس
مارسل درایس (به انگلیسی: Marcel Dries) بازیکن فوتبال اهل بلژیک و عضو تیم ملی فوتبال بلژیک است که در تاریخ ۱۹ آوریل ۱۹۵۳ میلادی اولین بازی ملی‌اش را مقابل تیم ملی فوتبال هلند انجام داد. او در ۳۱ بازی ملی حضور داشت و جمعاً ۲۷۴۷ دقیقه برای تیم ملی فوتبال بلژیک به میدان رفت. مارسل درایس آخرین بازی ملی خود را در تاریخ ۱۴ ژوئن ۱۹۵۹ میلادی در برابر تیم ملی فوتبال اتریش انجام داد. وی در بازی‌های ملی‌اش گلی به ثمر نرساند.